# Arno Philippsthal

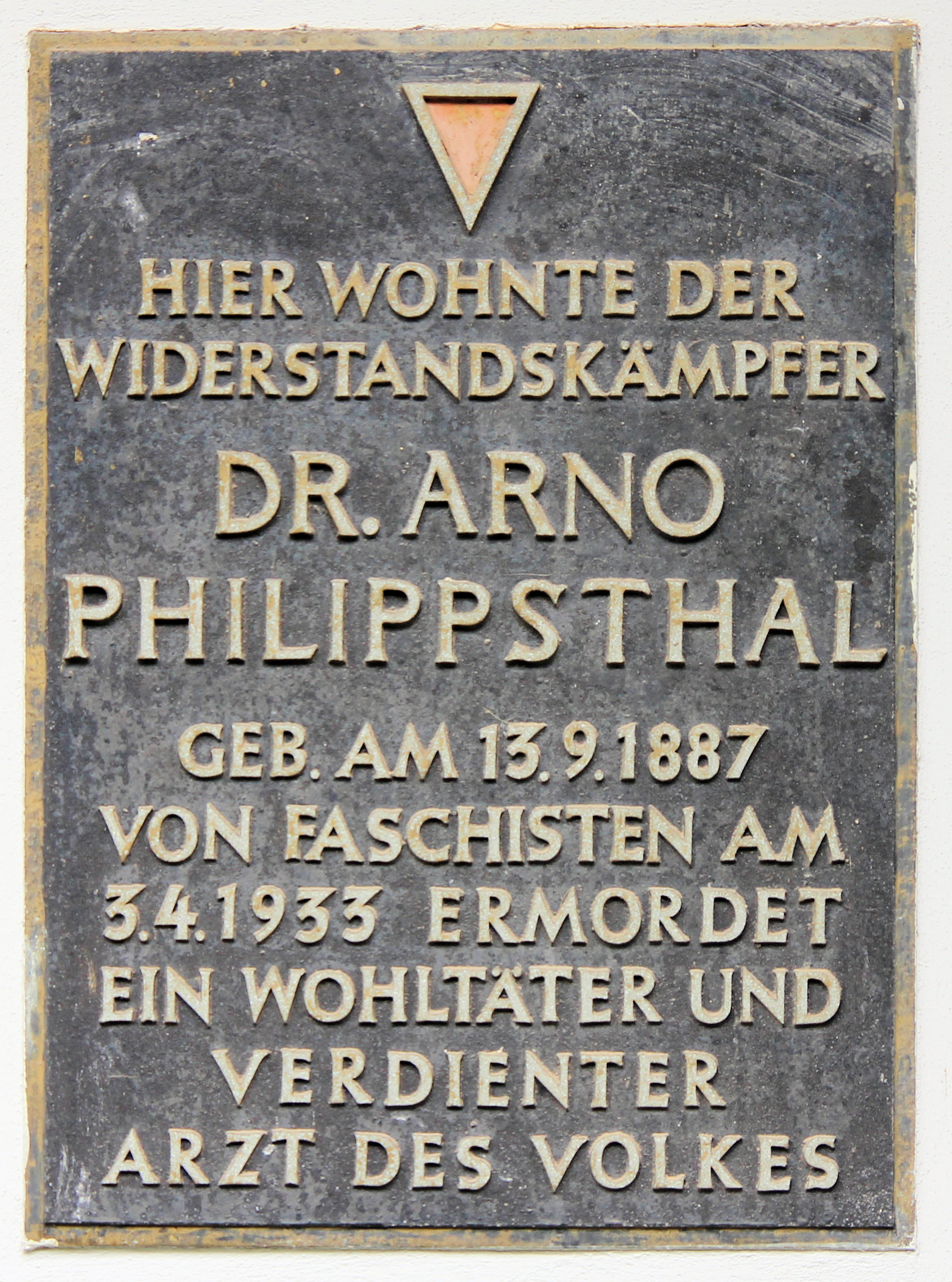
Tablica pamiątkowa znajdująca się na ścianie domu przy Oberfeldstraße 10

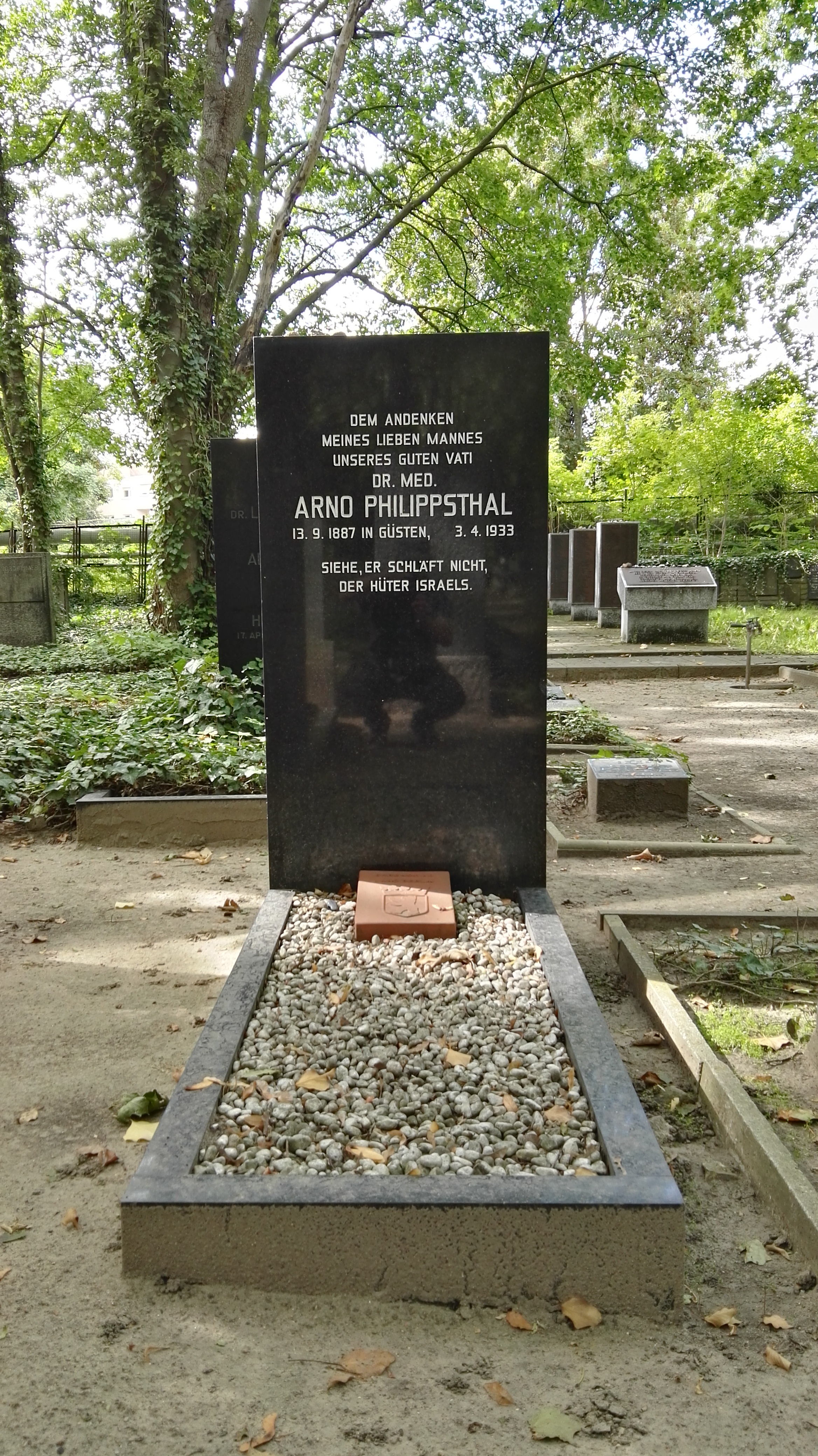
Grób Arno Philippsthala na cmentarzu żydowskim w Berlinie-Weissensee

Arno Philippsthal (ur. 13 września 1887 w Güsten, zm. 3 kwietnia 1933 w Berlinie) – niemiecki lekarz, jedna z pierwszych ofiar narodowego socjalizmu w Berlinie.

## Życiorys
Uczył się w gimnazjum w Bernburg (Saale), od 1907 do 1912 roku studiował medycynę w Monachium i Berlinie. Po uzyskaniu tytułu doktora medycyny na podstawie dysertacji Erfahrungen mit Atropinschwefelsäure praktykował w Rogasen (dziś Rogoźno). W 1916 roku ożenił się; żona Eva była Żydówką. W latach 1914–18 służył jako lekarz wojskowy.
Philippsthal po I wojnie praktykował przy Oberfeldstraße 10 w dzielnicy Berlin-Biesdorf. W 1924 roku jego pierwsze małżeństwo się rozpadło; w 1927 ożenił się ponownie; druga żona Frieda Philippsthal nie była pochodzenia żydowskiego.
Miał socjalistyczne poglądy, jednak pozostawał bezpartyjny. Znany był m.in. z tego, że wysokość honorarium uzależniał od możliwości finansowych pacjentów. Na początku lat 30. planował zbudować klinikę i kupił w tym celu działkę ziemi.
21 marca 1933 roku z powodu „antynazistowskich wypowiedzi” („nazifeindlicher Äusserungen”) został zatrzymany i aresztowany przez SA. Został przewieziony do koszar SA przy Papestraße i brutalnie pobity gumowymi pałkami i bandoletami. Przewieziony najpierw do Krankenhaus Am Urban, potem do szpitala policyjnego, 3 kwietnia 1933 roku z powodu otrzymanych obrażeń zmarł. Tuszując morderstwo, jako przyczynę śmierci podano „zakażenie krwi spowodowane ropniami” („Blutvergiftung ausgehend von Abszessen”)
Pochowany jest na cmentarzu żydowskim w Berlinie-Weissensee (kwatera H7, rząd 30). Dziś ulica jego imienia (Arno-Philippsthal-Straße) znajduje się w dzielnicy Berlin-Biesdorf.